# Bishop's Stortford
Bishop's Stortford är en stad och civil parish i grevskapet Hertfordshire i England. Staden ligger i distriktet East Hertfordshire vid gränsen till Essex, cirka 45 kilometer nordost om centrala London. Strax utanför staden ligger flygplatsen Stansted. Tätorten (built-up area) hade 37 838 invånare vid folkräkningen år 2011.

## Kända personer från Bishop's Stortford
- Frederick Scott Archer, fotograf och uppfinnare
- Cecil Rhodes, finansman och politiker
- Caroline Spelman, politiker
- Minette Walters, deckarförfattare